# Shu-Straßen

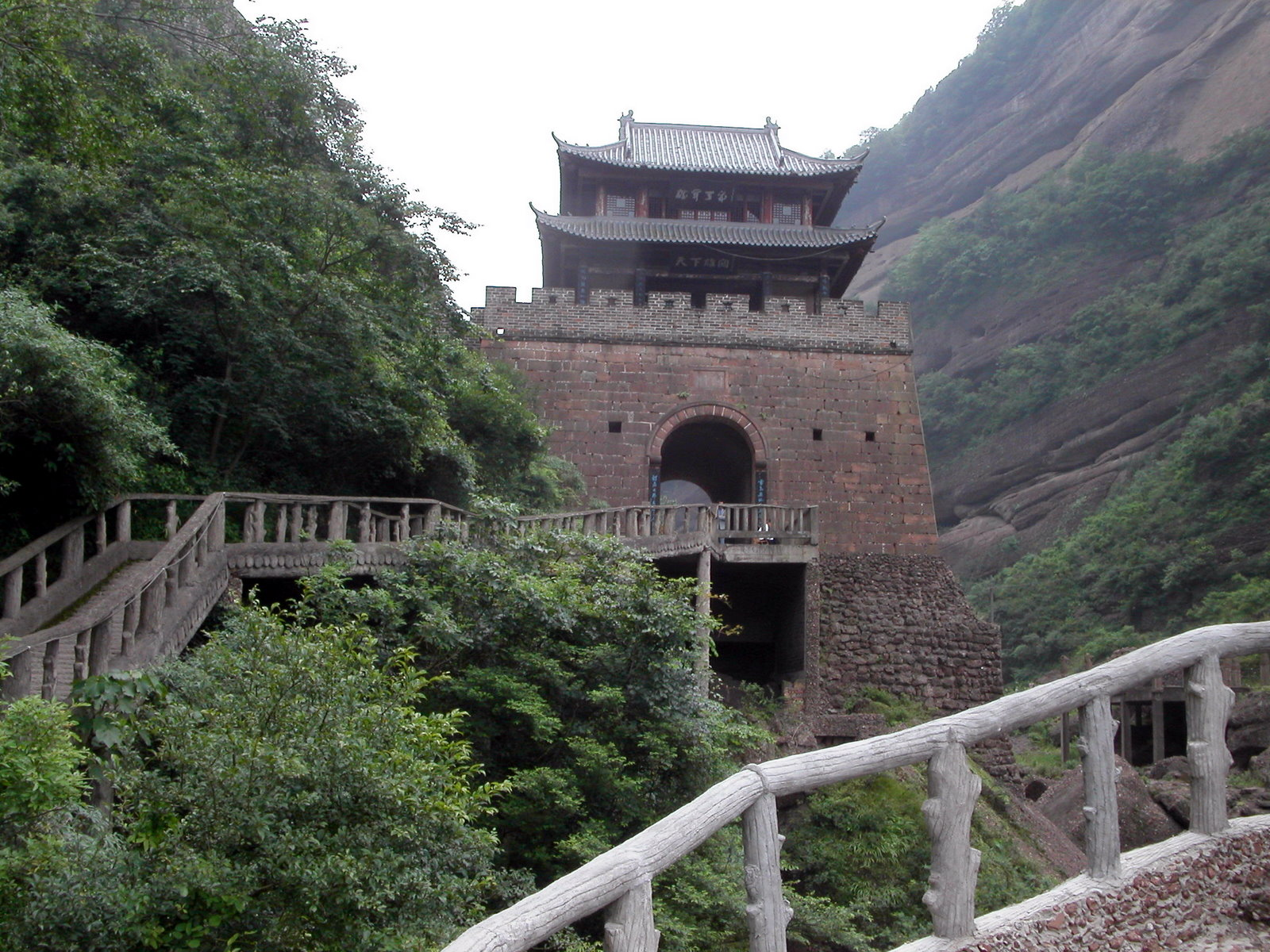
Jinniudao, „Goldochsenstraße“: rekonstruiertes Fort am Pass Jianmenguan

Die Shu-Straßen (chinesisch 蜀道, Pinyin shǔdào) waren ein System von Gebirgsstraßen zwischen den chinesischen Provinzen Shaanxi und Sichuan, angelegt und unterhalten seit dem 4. Jahrhundert v. Chr. Herausragende technische Leistungen sind die Zhandao (棧道 / 栈道,  zhàndào), Abschnitte, in denen die Straßen an steilen Felswänden als balkonartige Holzkonstruktionen angelegt waren.

## Geschichte

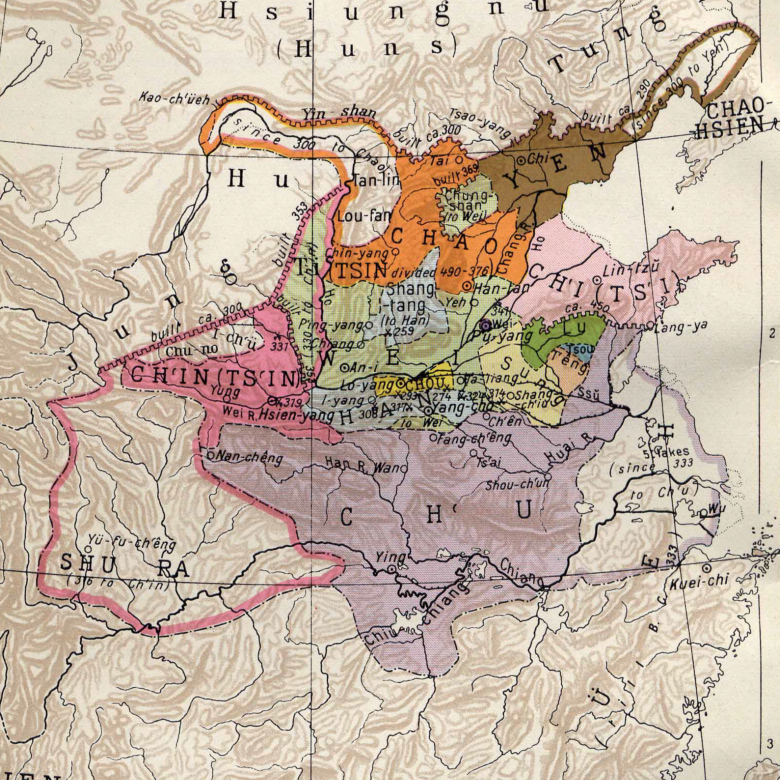
China zur Zeit der streitenden Reiche um 300 vor Chr.

Im Jahre 316 vor Chr. eroberte das Reich Qin, dessen Zentrum mit der Hauptstadt Xianyang in der Guanzhong-Ebene in der heutigen Provinz Shaanxi lag, das Reich Shu und das östlich angrenzende Ba-Gebiet. In diesem Zusammenhang wurden die ersten Straßen durch die Gebirge angelegt. Von der Goldochsenstraße geht die Sage, der Herrscher von Shu habe sie bauen lassen, um dem Herrscher von Qin einen goldenen Ochsen als Geschenk schicken zu können. Bei den übrigen Straßen ist man sich sicher, dass sie vom Qin-Staat angelegt wurden.
Im Laufe der Zeit wurden die nicht auf Planken verlaufenden Strecken gepflastert. Trotzdem blieben sie eine Herausforderung für die Reisenden. So schrieb ein Dichter von der „harten Straße nach Shu“, ein anderer von „Himmelsleitern aus Holz und Stein“. Es entstanden mehrere befestigte Kontrollposten und Städte.

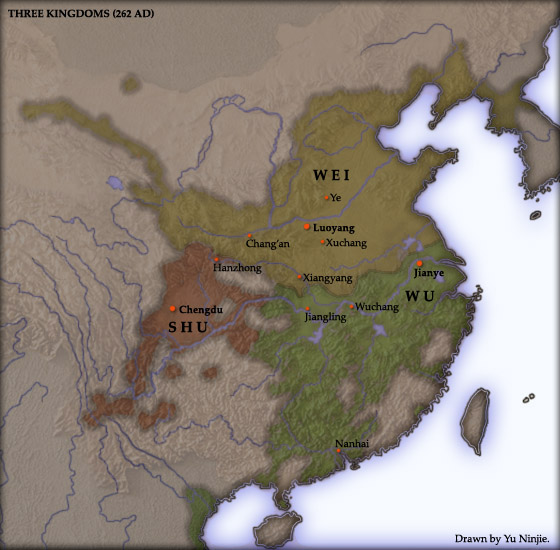
China zur Zeit der Drei Reiche

Im Rahmen zweier kriegerischer Auseinandersetzungen wurden Teile der hölzernen Stege verbrannt: Nach dem Sturz der Qin-Dynastie im Jahre 206 v. Chr. verbannte der erfolgreiche Anführer des Aufstandes, Xiang Yu, seinen stärksten Konkurrenten Liu Bang. Der zog sich mit seinem Heer nach Hanzhong zurück und zerstörte hinter sich die Plankenstege, um vor etwaigen Verfolgern sicher zu sein. Später gründete er die Han-Dynastie. Im Frieden wurden die Gebirgsstraßen wiederhergestellt.
Vierhundert Jahre später zerstörte Liu Bei, Gründer des Staates Shu Han im Krieg mit den anderen beiden der Drei Reiche die Stege in den Bergen erneut. Auch danach wurden sie wiederhergestellt.
Nachdem Marco Polo auf seiner Asienreise (1271–1295) die Jahre von 1275 bis 1295 in China verbracht hatte, beschrieb er die Lianyun-Straße.
Mit der Zeit verlagerten sich die Bevölkerungs- und Wirtschaftszentren Chinas aus den westlichen Gebirgsregionen weiter nach Osten, dementsprechend auch die Verkehrsströme. Aber im Verkehr zwischen den westlichen Beckenprovinzen blieben die Shu-Straßen Hauptrouten.
In den kriegerischen Wirren am Ende der Ming-Zeit erlitt Sichuan Zerstörungen und Bevölkerungsverluste und große Teile der Shu-Straßen verfielen. Mit dem Wiederaufbau der Provinz während der mandschurischen Qing-Dynastie wurden auch die Straßen wiederhergestellt. Bis in die ersten Jahrzehnte des 20. Jahrhunderts blieben sie wichtige Verkehrswege.
Die erste moderne Straße nach Sichuan wurde 1937 eröffnet. Beim Bau der Autostraßen hielt man sich großenteils an die alten Routen, so wurden die berühmten Plankenstraßen dabei zerstört. Was es heute an diesen Stegen gibt, wurde nach dem neuzeitlichen Straßenbau an anderer Stelle als Touristenattraktion errichtet und hat nie dem Verkehr gedient.

## Geografie
Die Straßen verbanden drei von Gebirgen umschlossene Beckenlandschaften miteinander.
Das nördliche Becken ist die vom Huang He und seinem Nebenfluss Wei He durchflossene Guanzhong-Ebene (关中平原,  Guānzhōng píngyuán – „Flachland zwischen den Pässen“) in der Provinz Shaanxi.
Das Hanzhong-Becken in der Mitte entwässert der Han Jiang, ein Nebenfluss des Jangtsekiang.
Das Sichuan-Becken im Südwesten wird im Süden vom Jangtsekiang durchflossen. Seine Nebenflüsse laufen in der Mitte der Ebene fächerartig zusammen. Zwischen diesen Becken erstrecken sich als natürliche Barrieren zwei in Ostwestrichtung verlaufende Gebirgszüge mit teilweise extrem steilen Felshängen, das Qin Ling nördlich des Hanzhong-Beckens, sowie südlich davon das Micang-Gebirge (米倉山 / 米仓山,  Mǐcāng Shān – „Reisspeichergebirge“) und östlich daran anschließend das Daba-Gebirge.

## Straßenverläufe

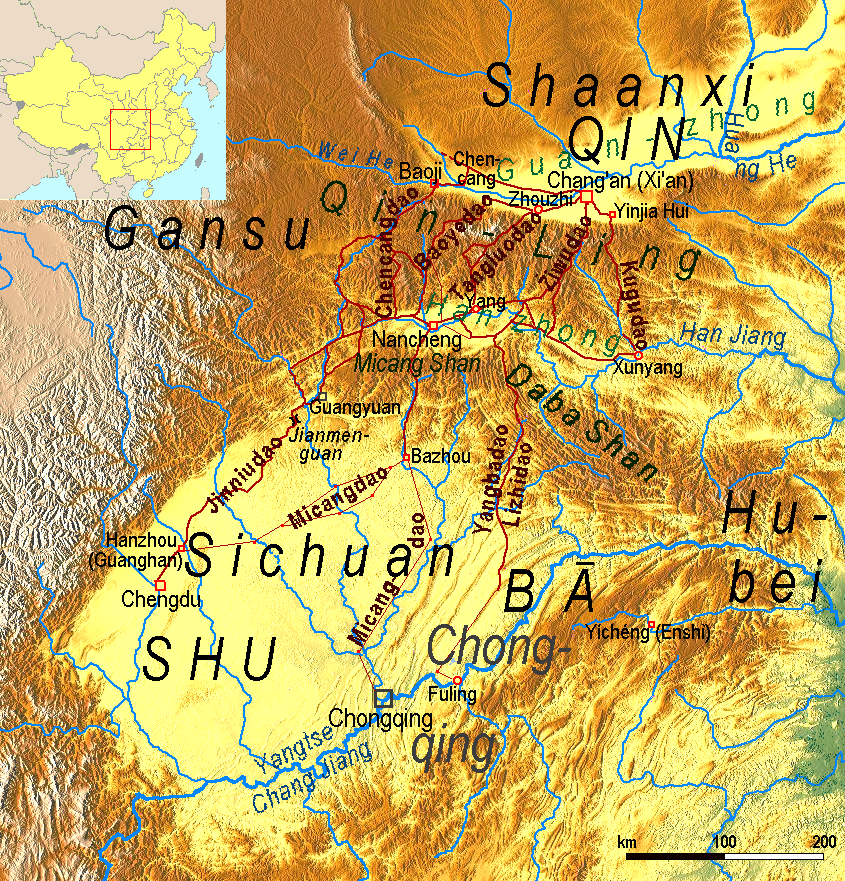
Die alten Straßen von Qin (Shaanxi) nach Shu (Sichuan);
Stadt, = Kreis (xiàn),
dünn = schlecht dokumentierte Strecken

Im Folgenden sind die Straßen jeweils von Westen nach Osten aufgezählt und zu einer Straße jeweils Orte oder Kreise aufgeführt, die ihren Verlauf markieren.

### Straßen über das Qinling-Gebirge

#### Chencang-Straße
Die Chencang-Straße (陳倉道 / 陈仓道,  Chéncāngdào) ist nach der ehemaligen Stadt (heute: Stadtbezirk) Chencang (陳倉區 / 陈仓区,  Chéncāng Qū – „Alter Speicher“) benannt:
- Stadtbezirk Chencang, östlich des Zentrums von Baoji
- Stadtbezirk Weibin, im Zentrum von Baoji
- Kreis Feng, südlich des Zentrums von Baoji
- Gebirge Qingni Ling (青泥岭,  Qīngní Lǐng)
- Kreis Lüeyang
- Kreis Mian
- Kreis Nanzheng, südlich des Zentrums von Hanzhong

#### Baoye-Straße
Die Baoye-Straße (褒斜道,  Bāoyédào), in vielen Texten „Baoxie Road“ bzw. „Baoxie Dao“ geschrieben, ist nach zwei Flüssen, dem Bao Shui (褒水,  Bāo Shuǐ) und dem Ye Shui (斜水,  Yé Shuǐ, heute: Shitou He 石头河), benannt. Orte:
- Kreis Mei
- Kreis Taibai
- Kreis Liuba
- Kreis Nanzheng, südlich des Zentrums von Hanzhong

#### Tangluo-Straße
Die Tangluo-Straße (傥骆道,  Tǎngluòdào) ist nach der Kamelschlucht (駱峪,  Luò Yù) im Norden und dem Tangshui-Fluss (儻水河,  Tǎngshuǐ Hé) im Süden benannt:
- Kreis Zhouzhi (Großgemeinde Erqu 二曲镇,  Èrqū Zhèn)
- Dorf Laoxiancheng (老县城村,  Lǎoxiànchéng Cūn) der Großgemeinde Houzhenzi (厚畛子镇,  Hòuzhěnzǐ Zhèn) im Kreis Zhouzhi
- Großgemeinde Huayang (华阳镇,  Huáyáng Zhèn) im Kreis Yang
- Kreis Yang (Großgemeinde Yangzhou 洋州镇,  Yángzhōu Zhèn)
- Kreis Chenggu
- Kreis Nanzheng, südlich des Zentrums von Hanzhong

#### Ziwu-Straße
Die Ziwu-Straße (子午道,  Zǐwǔdào) ist nach einer Großgemeinde benannt:
- Chang’an, heute Xi’an
- Großgemeinde Ziwu (子午镇,  Zǐwǔ Zhèn) im Kreis Xixiang
- Kreis Ningshan
- Kreis Yang, frühere Anbindungen an die Ostweststraße durchs Hanzhong-Becken weiter östlich:
  - Großgemeinde Chihe (池河镇,  Chíhé Zhèn) im Südosten des Kreises Shiquan von Ankang
  - Großgemeinde Hengkou (恒口镇,  Héngkǒu Zhèn) im Stadtbezirk Hanbin von Ankang
- Kreis Nanzheng, südlich des Zentrums von Hanzhong

#### Kugu-Straße
Die Kugu-Straße (库谷道,  Kùgǔdào), benannt nach einem engen Tal (库谷, Kùgǔ oder 库峪 Kùyù); 库 (kù) bedeutet „Lagerhaus“, 谷 (gǔ) „Tal“ und 峪 yù „Schlucht“:
- Yinjiahui (引驾回,  Yǐnjiàhuí), heute Straßenviertel Yinzhen (引镇街道,  Yǐnzhèn Jiēdào) im Stadtbezirk Chang’an der Stadt Xi’an
- Xiaoyi Ting (孝义厅,  Xiàoyì Tīng), der heutige Kreis Zhashui
- Großgemeinde Qingtongguan (青铜关镇,  Qīngtóngguān Zhèn) im Kreis Zhen’an
- Schiffspassage im Kreis Xunyang auf dem Xun He (旬河,  Xún Hé) vom Dorf Liangheguan (两河关村,  Liǎnghéguān Cūn) der Großgemeinde Xiaohe (小河镇,  Xiǎohé Zhèn) bis zur Großgemeinde Zhaowan (赵湾镇,  Zhàowān Zhèn) oder bis zur Mündung in den Han Shui
- Xing’an Fu (兴安府,  Xīng’ān Fǔ), bis 1913 Bezeichnung für die gesamte heutige Stadt Ankang, westlich davon Straße durchs Hanzhong-Becken abseits des Han-Flusses

#### Lianyun-Straße
Die 连云道, Liányúndào, („Verbindungsstraße“) bot eine zusätzliche Verknüpfung zwischen Chengcang-Straße und Baoye-Straße.

### Straßen zwischen Hanzhong- und Sichuan-Becken

#### Jinniu-Straße
金牛道, Jīnniúdào, „Goldochsenstraße“:
- Nanzheng 南郑, heute Hanzhong 汉中
- Mianxian 勉县 (Kreis)
- Ningqiang 宁强
- Guangyuan 广元
- Jianmenguan (剑门关, „Schwerttorpass“) im Kreis Jiange 剑阁
- Zitong 梓潼
- Mianyang 绵阳
- Hanzhou 汉州, heute Guanghan 广汉
- Chengdu 成都

#### Micang-Straße
米仓道/米倉道, Mǐcāngdào, „Reisspeicherstraße“. Der Verlauf durch das gleichnamige Gebirge ist weitgehend eindeutig. Südlich davon werden zwei sehr unterschiedliche Routen angegeben:
| - Nanzheng 南郑, heute Hanzhong 汉中 - Nanjiang 南江 - Bazhong 巴中 - Enyang 恩阳, Ēnyáng - Yanting 盐亭, Yántíng - Santai 三台, Sāntái - Hanzhou 汉州, heute Guanghan 广汉 - Chengdu 成都 | - Nanzheng 南郑, heute Hanzhong 汉中 - Nanjiang 南江 - Bazhong 巴中 - Quxian 渠县 (Kreis) - Hechuan 合川 - Chongqing 重庆 |

Ob sich der Unterschied mit einer Gabelung oder zeitlichen Veränderungen erklären lässt, sei dahingestellt. Qongqing war im 4.–3. Jahrhundert vor Chr. noch nicht gegründet.

#### Yangba- oder Lizhi-Straße
Die 洋巴道, Yàngbādào oder 荔枝道, Lìzhīdào (von Lìzhī, „Litschibaum“) endete in Fuling (涪陵), im Osten Chongqings am Yangtse. Das gehörte nicht zum Shu-Staat, sondern zum Ba-Staat (巴國):
- Yang 洋县 (Kreis)
- Xixiangxian 西乡县 (Kreis)
- Zhenbaxian 镇巴县 (Kreis)
- Wanyuan 万源
- Xuanhanxian 宣汉县 (Kreis)
- Dazhou 达州
- Linshui 邻水